# Dastarcus kurosawai
Dastarcus kurosawai is een keversoort uit de familie knotshoutkevers (Bothrideridae). De wetenschappelijke naam van de soort werd in 1986 gepubliceerd door Sasaji.